# Canton des Trois-Îlets
Le canton des Trois-Îlets est une ancienne division administrative française située dans le département et la région de la Martinique.

## Géographie
Ce canton correspondait à la seule commune des Trois-Îlets dans l'arrondissement du Marin.

## Histoire
À la suite des élections territoriales de décembre 2015 concernant la collectivité territoriale unique de Martinique, le conseil régional et le conseil général sont remplacés par l'assemblée de Martinique. De fait, les cantons disparaissent.

## Administration
| Période                                                 | Période       | Identité             | Étiquette     | Qualité                                                                                         |
| ------------------------------------------------------- | ------------- | -------------------- | ------------- | ----------------------------------------------------------------------------------------------- |
| 1955                                                    | 1967          | Marcel Lung-Fou-Afau | Rad. puis UDR |                                                                                                 |
| 1967                                                    | 1989          | René Riveti          | UDR puis RPR  | Maire des Trois-Îlets (1971-1989)                                                               |
| 1989                                                    | 2004          | Serge Pain           | DVG           | Conseiller municipal des Trois-Îlets                                                            |
| 2004                                                    | décembre 2015 | Arnaud René-Corail   | app. PPM      | Cadre de banque Maire des Trois-Îlets depuis 1989 Vice-président du Conseil général (2011-2015) |
| Les données antérieures ne sont pas encore mentionnées. |               |                      |               |                                                                                                 |

## Composition
Le canton des Trois-Îlets se composait uniquement de la commune des Trois-Îlets et comptait 7 587 habitants (population municipale) au 1er janvier 2012,.

## Démographie
| 1961 | 1967  | 1974  | 1982  | 1990  | 1999  | 2006  | 2009  | 2012  |
| ---- | ----- | ----- | ----- | ----- | ----- | ----- | ----- | ----- |
| -    | 3 153 | 3 002 | 3 246 | 4 484 | 5 162 | 6 843 | 7 664 | 7 587 |